# コンスタンティン・ヴィルヘルム・ランベルト・グロージャー
コンスタンティン・ヴィルヘルム・ランベルト・グロージャー（Constantin Wilhelm Lambert Gloger、1803年9月17日 - 1863年12月30日）は、ドイツの動物学者、鳥類学者。プロイセン王国、シレジア、Grottkau生まれ。ベルリンで死去した。

## 業績
ツバメとアマツバメの構造的な違いを最初に認識した人物であり、人工のコウモリの箱を最初に設置した人物である。
今日グロージャーの法則として知られるものの祖である。この法則は暖かく湿潤な生息地に棲んでいる動物種で濃い色素が増加することを述べている（このパターンに最初に気づいたのは鳥においてである）。この理論をDas Abändern der Vögel durch Einfluss des Klimas (1833)で提唱した。このパターンが実際に生じる正確な理由は未だ不明であるが、鳥類においては濃い色の羽が、暖かく湿潤な地域で活動が活発な羽毛分解細菌に対する保護をしているということが提案されている。他の研究にはGemeinnütziges Hand-und Hilfsbuch der Naturgeschichte (1841)がある。